# Awoshie
Awoshie – miasto w Ghanie, w regionie Wielka Akra.